# Сибирское отделение Российской академии медицинских наук
Сибирское отделение Российской академии медицинских наук — осуществляет функции по организации, координации и проведению фундаментальных и прикладных научных медико-биологических исследований на территории Сибири, Дальнего Востока и Крайнего Севера.

## История
В конце 1960-х годов на территории Сибири и Дальнего Востока уже существовала целая сеть медицинских ВУЗов и НИИ Минздрава РСФСР. Научные коллективы работали разобщённо, нередко дублируя исследования, не имели достаточной материально-технической базы и не могли в целом решить для Сибири, Дальнего Востока медико-биологические и медицинские проблемы. Актуально встал вопрос о координации этих научных исследований. Для этого целесообразно было создание филиала АМН СССР. Вдохновителем и организатором такого координирующего центра стал выдающийся врач и учёный В. П. Казначеев. По его инициативе в 1969 году была организована временная академическая группа.
В 1970 году в Новосибирске создается Сибирский филиал Академии медицинских наук СССР. Председателем СФ АМН был назначен член-корреспондент АМН В. П. Казначеев. В 1973 году началось строительство комплекса институтов Новосибирского научного центра Сибирского филиала АМН.
В 1979 году филиал был преобразован в Сибирское отделение АМН СССР.
После юридического разделения СССР изменился статус АМН СССР — она стала Российской академией медицинских наук (РАМН). Соответственно этому с 1992 года принято сегодняшнее название: Сибирское Отделение РАМН. С 2015 года называется Сибирское отделение медицинских наук

## Руководство
Председателем ФГБУ «Сибирское отделение медицинских наук» c 6 ноября 2014 года назначен академик РАН Афтанас, Любомир Иванович